# Monique Frize

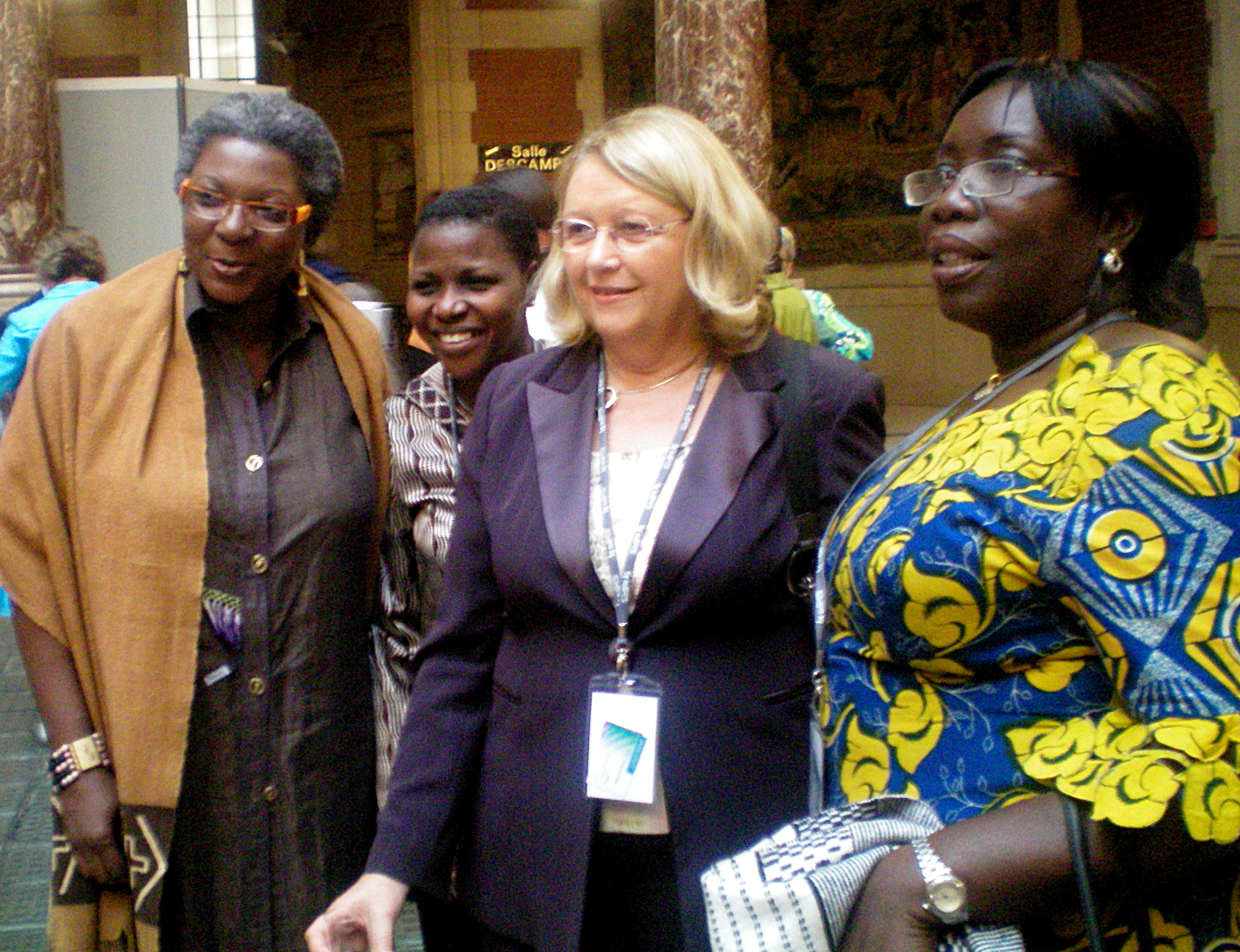
Monique Frize mit Frauen aus Afrika (2008)

Monique Frize  (* 7. Januar 1942 in Montreal als Monique Aubry) ist eine kanadische Ingenieurin für Biomedizintechnik sowie Professorin. Sie ist spezialisiert auf medizinische Instrumente und Entscheidungshilfesysteme. Sie wurde mit dem Verdienstorden Officer of the Order of Canada geehrt.

## Studium
Monique Frize erhielt 1966 einen Bachelor of Applied Science (B.A.Sc.) in Elektrotechnik von der University of Ottawa – die erste Kanadierin, die diesen Studiengang an der Universität abschloss. Von 1967 bis 1969 war Frize Athlone Fellow, als sie einen Master (M.Phil.) in Engineering in Medicine am Imperial College London absolvierte. Im Jahr 1986 erwarb sie einen Master of Business Administration (MBA) an der Université de Moncton. Ihren Doktortitel erhielt sie 1989 von der Erasmus-Universität Rotterdam.

## Karriere

### Industrie
Monique Frize arbeitete 18 Jahre lang als klinische Ingenieurin, zunächst im Hôpital Notre-Dame in Montreal (1971–1979), bevor sie Direktorin des Regional Clinical Engineering Service in Moncton wurde. Während ihrer Zeit in Moncton wurde sie von 1985 bis 1990 die erste Vorsitzende der Division of Clinical Engineering der International Federation of Medical and Biological Engineering. Monique Frize wurde zur Vorsitzenden des Council of Societies der IFMBE 2015–2022 und zum Ratsmitglied des Verbands gewählt.

### Universität
1989 wurde Frize zur ersten Inhaberin des Nortel-NSERC-Lehrstuhls für Frauen im Ingenieurwesen an der University of New Brunswick und zur Professorin für Elektrotechnik ernannt. 1997 wurde sie zur Professorin am Fachbereich System- und Computertechnik der Carleton University und zur Professorin an der School of Information Technology and Engineering der University of Ottawa ernannt. Derzeit (2022) ist sie Distinguished Research Professor und Professor Emerita. Sie ist außerdem Gründungsmitglied des International Network of Women Engineers and Scientists (INWES) und war von 2002 bis 2008 Präsidentin sowie von 2007 an Präsidentin des Education and Research Institute (ERI). Im Jahr 2018 leitete sie als Mitglied von INWES-ERI in Zusammenarbeit mit Library and Archives Canada und der University of Ottawa Library – Archives and Special Collections eine Initiative zur Entwicklung eines Kompetenzzentrums zur Dokumentation der Geschichte von Frauen, die einen Beitrag zu Mathematik, Informatik, Naturwissenschaft und Technik (MINT) in Kanada geleistet haben. INWES-ERI ist jetzt CIWES (Canadian Institute for Women Engineers and Scientists).

### Forschung
Zu Frizes Forschungsinteressen gehören Bildgebende Verfahren, klinische Entscheidungsunterstützungssysteme, Fragen des Medizintechnikmanagements (Clinical Engineering) und technische Dienstleistungen für Krankenhäuser in Entwicklungsländern.

## Auszeichnungen und Preise
Monique Frize wurde im Jahr 1992 zum Fellow der Canadian Academy of Engineering ernannt. 1993 wurde sie in den Order of Canada aufgenommen, in Anerkennung ihrer „Bekanntheit auf dem Gebiet der biomedizinischen Technik“ und als „Vorbild und Inspiration für Frauen, die eine wissenschaftliche Laufbahn anstreben“.
Sie erhielt mehrere Ehrendoktortitel von der Universität Ottawa, der York University, der Lakehead University und der Mount St-Vincent University. Im Jahr 2010 erhielt sie die Goldmedaille von Professional Engineers Ontario und der Ontario Society of Professional Engineers. 2010 wurde sie Fellow von Engineers Canada. Im Jahr 2012 wurde sie IEEE Fellow und 2013 Fellow der Canadian Medical and Biological Engineering Society.